# Braggio

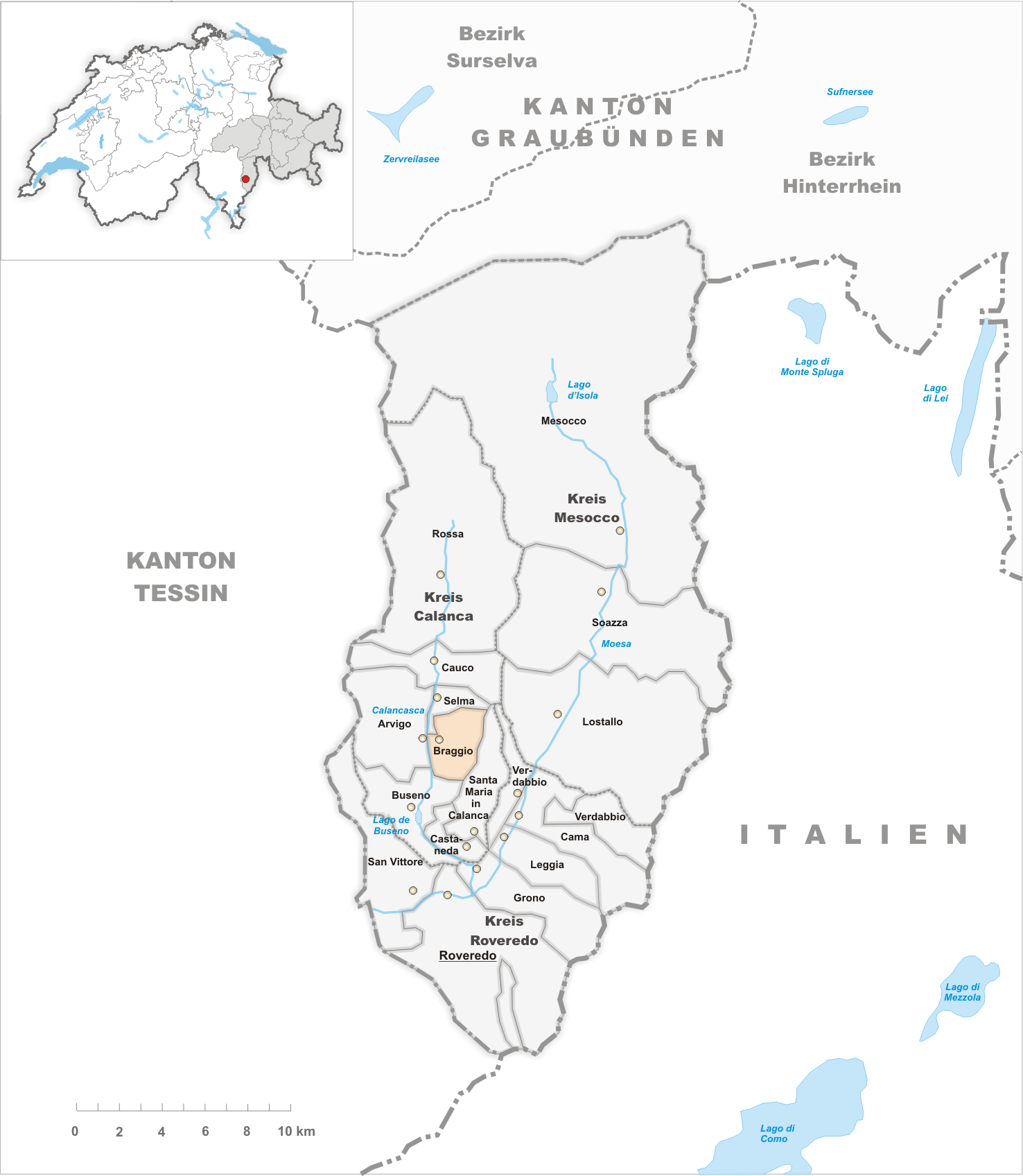
Gemeindestand vor der Fusion am 1. Januar 2015

Braggio ist ein Dorf in der Gemeinde Calanca im Schweizer Kanton Graubünden. Bis zum 31. Dezember 2014 bildete Braggio eine eigenständige Gemeinde.

## Geographie

Historisches Luftbild von Werner Friedli von 31. Juli 1946

Der Ort liegt auf einer Terrasse 500 Höhenmeter linksseitig über dem Talgrund des Calancatals. Vom gesamten ehemaligen Gemeindegebiet von 688 ha sind 462 ha von Wald und Gehölz bedeckt. Weitere 154 ha sind unproduktive Fläche (meist Gebirge), 66 ha landwirtschaftliche Nutzfläche und 6 ha Siedlungsfläche.
Braggio grenzt an die Gemeinden Buseno und Santa Maria in Calanca.

## Geschichte
Eine erste Erwähnung findet das Dorf im Jahre 1419 unter dem damaligen Namen Bragio. Als halbe degagna (Nutzungsgenossenschaft) war es Teil der Gemeinde Calanca, seit 1851 selbstständig. Der Gemeindepräsident war bis 2014 Gabriele Minotti.
Bis zum 31. Dezember 2014 bildete Braggio eine eigene politische Gemeinde. Am 1. Januar 2015 fusionierte sie mit den Gemeinden Arvigo, Cauco und Selma zur neuen Gemeinde Calanca.

## Wappen
Blasonierung: In Rot ein schrägrechts gestelltes silbernes Messer mit goldenem (gelbem) Griff, gekreuzt mit einem gestürzten goldenen Pfeil.
Das Symbol des Heiligen Bartholomäus ist das Messer; der Pfeil steht für die der schmerzhaften Muttergottes geweihte neue Kirche.

## Bevölkerung
| Bevölkerungsentwicklung | Bevölkerungsentwicklung | Bevölkerungsentwicklung | Bevölkerungsentwicklung | Bevölkerungsentwicklung | Bevölkerungsentwicklung | Bevölkerungsentwicklung | Bevölkerungsentwicklung |
| ----------------------- | ----------------------- | ----------------------- | ----------------------- | ----------------------- | ----------------------- | ----------------------- | ----------------------- |
| Jahr                    | 1850                    | 1900                    | 1950                    | 1990                    | 2000                    | 2004                    | 2014                    |
| Einwohner               | 123                     | 108                     | 98                      | 54                      | 62                      | 64                      | 50                      |

Von den Ende 2004 64 Bewohnern waren 56 (= 87,5 %) Schweizer Staatsangehörige und acht Zuwanderer.
Die wirtschaftliche Lage zwang dereinst so manchen Einwohner, sein Glück in der Ferne zu suchen und auszuwandern. Einer von ihnen war Baltzer Berta (auch Bereda), der 1666 in Braggio das Licht der Welt erblickte. Hier heiratete er 1689 die Dominca Contessa. Im Jahre 1708 taucht er erstmals in den Archivalien der Fürstabtei Fulda auf. Die Familie brachte es durch Fleiss und Ideenreichtum, auch durch glückliche Umstände zu gewissem Wohlstand. So entwickelte sich aus einem kleinen Handwerksbetrieb einer der bedeutendsten Kerzenhersteller Europas, der erstmals die neuen Rohstoffe Stearin und Paraffin nutzte. Der Kerzenherstellung der Firma Berta in Fulda endete erst 1982 durch Veräusserung. 

## Sehenswürdigkeiten
- Die katholische Pfarrkirche San Bartolomeo erstmals erwähnt 1611[2]
- Das Beinhaus (17. Jahrhundert)[2]

## Verkehr
Der Ort ist per Saumpfad oder mit einer Seilbahn von Arvigo her erreichbar. Eine Fahrstrasse darf nur mit einer Sonderbewilligung befahren werden.